# Spiceworld
Spiceworld este cel de-al doilea album al formației engleze de muzică pop Spice Girls.

## Track listings
| Nr.             | Titlu                             | Autor(i)                               | Producător(i)   | Lungime |  |
| 1.              | „Spice Up Your Life”              | Spice Girls Richard Stannard Matt Rowe | Stannard Rowe   | 2:53    |  |
| 2.              | „Stop”                            | Spice Girls Andy Watkins Paul Wilson   | Absolute        | 3:24    |  |
| 3.              | „Too Much”                        | Spice Girls Watkins Wilson             | Absolute        | 4:31    |  |
| 4.              | „Saturday Night Divas”            | Spice Girls Stannard Rowe              | Stannard Rowe   | 4:25    |  |
| 5.              | „Never Give Up on the Good Times” | Spice Girls Stannard Rowe              | Stannard Rowe   | 4:30    |  |
| 6.              | „Move Over”                       | Spice Girls Mary Wood Clifford Lane    | Stannard Rowe   | 2:46    |  |
| 7.              | „Do It”                           | Spice Girls Watkins Wilson             | Absolute        | 4:04    |  |
| 8.              | „Denying”                         | Spice Girls Watkins Wilson             | Absolute        | 3:46    |  |
| 9.              | „Viva Forever”                    | Spice Girls Stannard Rowe              | Stannard Rowe   | 5:09    |  |
| 10.             | „The Lady Is a Vamp”              | Spice Girls Watkins Wilson             | Absolute        | 3:09    |  |
| Lungime totală: | Lungime totală:                   | Lungime totală:                        | Lungime totală: | 38:37   |  |

| Japanese edition |                      |                            |               |         |  |
| Nr.              | Titlu                | Autor(i)                   | Producător(i) | Lungime |  |
| 7.               | „Step to Me”         | Spice Girls Eliot Kennedy  | Absolute      | 4:18    |  |
| 8.               | „Do It”              | Spice Girls Watkins Wilson | Absolute      | 4:04    |  |
| 9.               | „Denying”            | Spice Girls Watkins Wilson | Absolute      | 3:46    |  |
| 10.              | „Viva Forever”       | Spice Girls Stannard Rowe  | Stannard Rowe | 5:09    |  |
| 11.              | „The Lady Is a Vamp” | Spice Girls Watkins Wilson | Absolute      | 3:09    |  |